# Épitrochléite
 Mise en garde médicale
L'épitrochléite ou épicondylite médiale, est une tendinopathie des muscles épitrochléens — fléchisseur commun superficiel des doigts, long palmaire, fléchisseur radial du carpe, rond pronateur et fléchisseur ulnaire du carpe — à leur insertion au niveau du coude sur l'épitrochlée, saillie osseuse située sur l'extrémité inférieure de l'humérus, à la face médiale (interne) du bras ; elle touche principalement les personnes fragiles, âgées ou ayant une faible musculature au niveau de l'avant bras. 
L'épitrochléite se rencontre fréquemment dans les sports de lancer et provoque une douleur médiale, reproduite lors de la flexion contrariée du poignet. Elle est parfois appelée « tendinite du golfeur », bien que dans la pratique de ce sport l'épicondylite latérale soit plus fréquente[réf. souhaitée].
Elle se différencie de l'épicondylite ou « tendinite du joueur de tennis » (ou tennis elbow) par sa localisation et les muscles touchés (face externe du coude affectant les muscles extenseurs du poignet et des doigts).

## Maladie professionnelle
L'épitrochléite peut dans certains cas être reconnue comme maladie professionnelle (tableau 57 des maladies professionnelles, régime général).